# إلغاء تجريم العمل بالجنس

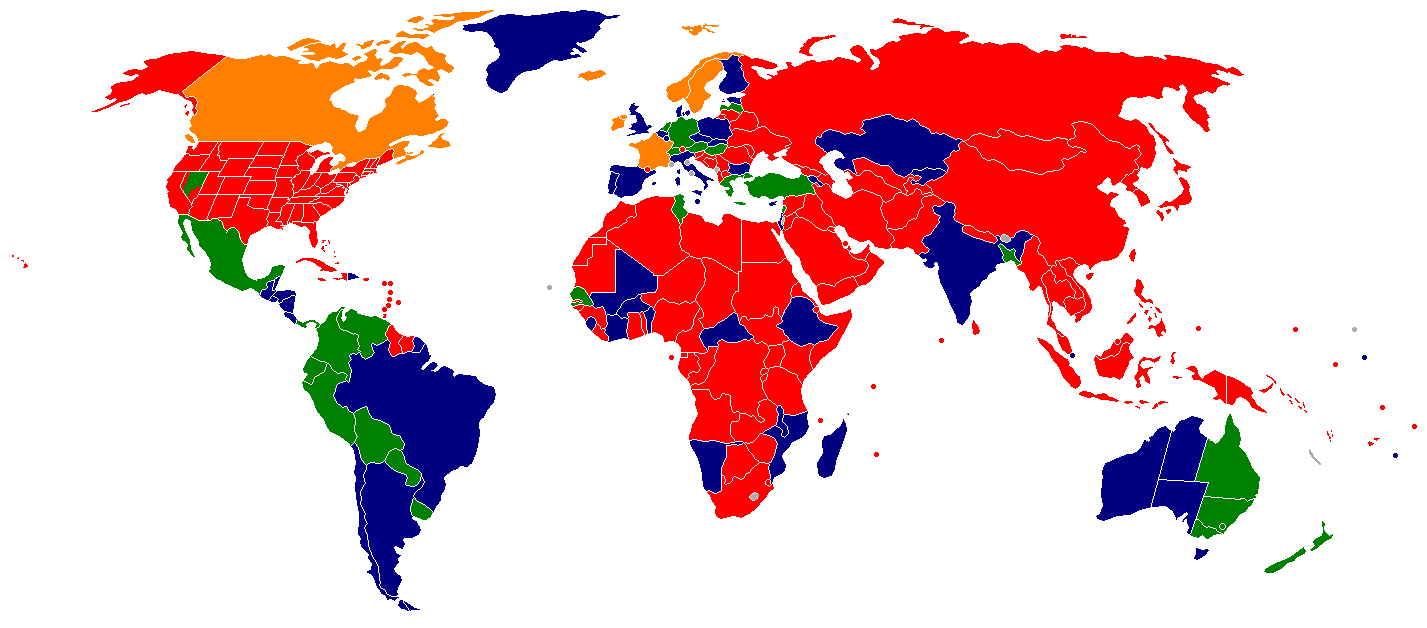
خريطة العالم تظهر الوضع القانوني للعمل بالجنس بحسب البلد:
الدعارة قانونية ومنظمة
الدعارة (مبادلة الجنس للمال) قانونية، لكن النشاطات المنظمة مثل بيوت الدعارة والقوادة غير قانونية؛ الدعارة غير منظمة
الدعارة غير قانونية
لا بيانات

إلغاء تجريم العمل بالجنس هو إلغاء العقوبات الجنائية الخاصة به، ولا سيما بمجال الدعارة خصوصًا. يُجرّم عمل الجنس وتوفير الدعارة مقابل المال أو السلع بالتراضي في معظم البلدان. يختلف عدم التجريم عن التشريع والتنظيم، إذ يُعد إلغاء تجريم العمل الجنسي موضوعًا مثيرًا للجدل. يجادل المدافعون عن عدم التجريم بأن إزالة العقوبات الجنائية المحيطة بالعمل الجنسي يخلق بيئة أكثر أمانًا للعاملين في هذا المجال، ويساعد على مكافحة الاتجار بالجنس. في حين يجادل معارضو عدم التجريم بأنه لن يمنع الاتجار بل يعرض العاملين في مجال الجنس لخطر أكبر. دعت منظمات مثل برنامج الأمم المتحدة المشترك المعني بفيروس نقص المناعة البشرية (الإيدز) ومنظمة الصحة العالمية ومنظمة العفو الدولية وهيومن رايتس ووتش وصندوق الأمم المتحدة للسكان والمجلة الطبية رفيعة الشأن ذا لانسيت، دعت الدول إلى عدم تجريم العمل الجنسي في الجهود العالمية للتصدي لوباء فيروس نقص المناعة البشرية، وضمان حصول العاملين في مجال الجنس على الخدمات الصحية.
ينص قرار البرلمان الأوروبي بتاريخ 26 فبراير 2014 بشأن الاستغلال الجنسي والدعارة وأثره في المساواة بين الجنسين على أن عدم تجريم صناعة الجنس عمومًا ليس حلًا لإبقاء النساء المستضعفات والإناث دون السن القانونية في مأمن من العنف والاستغلال، بل إن له تأثير معاكس إذ يعرضهن لخطر ارتفاع مستوى العنف، في حين يشجع في الوقت نفسه أسواق الدعارة، ومن ثم زيادة عدد الإناث اللائي يعانين سوء المعاملة.
في يونيو 2003 أصبحت نيوزيلندا أول بلد في العالم تُبطل تجريم عمل الجنس وذلك بتحديد سن قانون إصلاحي. إن القانون الجنائي المتبقي الذي يحيط بالأنشطة الجنسية التجارية في نيوزيلندا هو شرط اعتماد هذه الممارسات طرق أكثر أمانًا. رغم عدم التجريم فإنها لا تزال مثيرة للجدل وما تزال بعض المشكلات موجودة.